# Jean Colombe

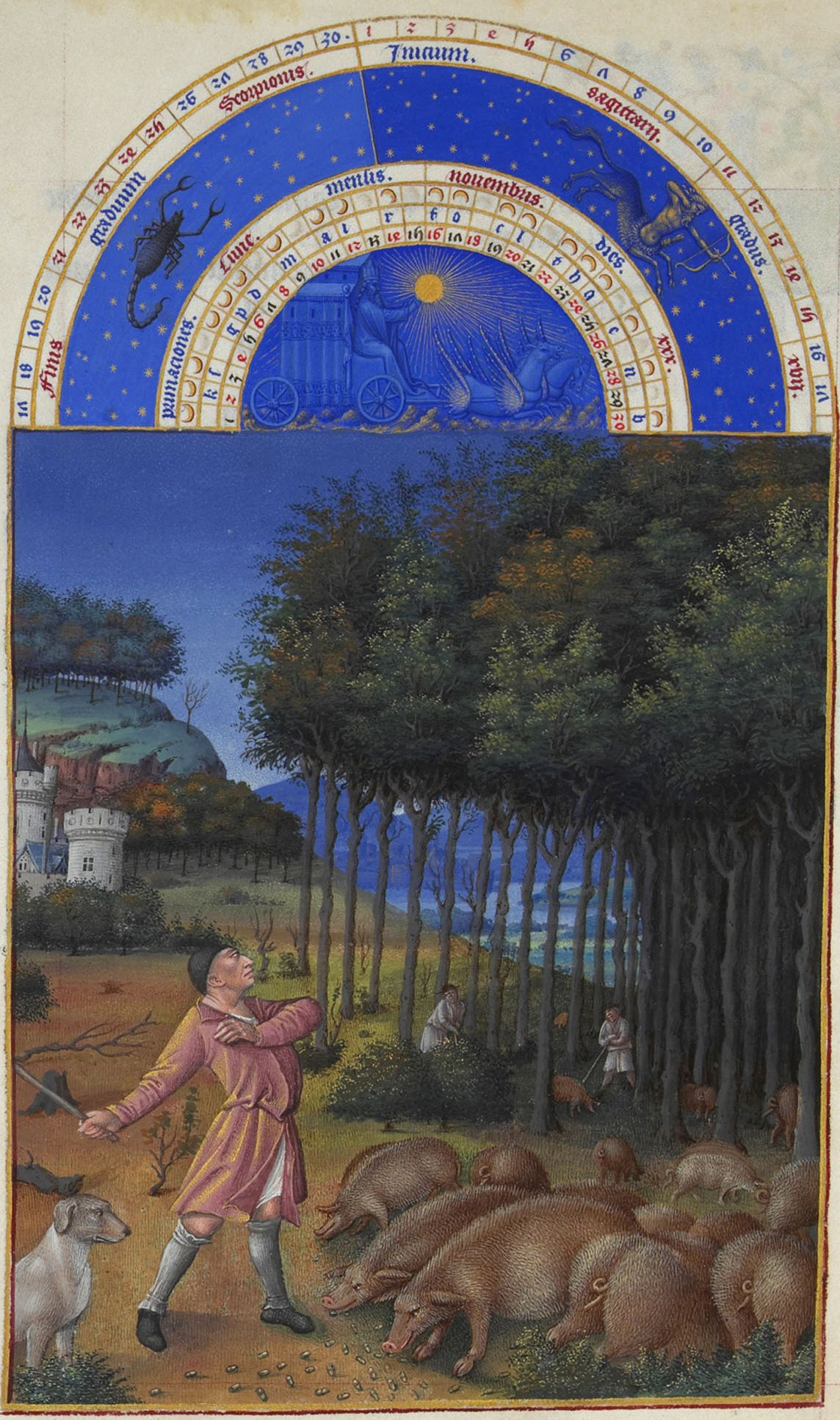
Très Riches Heures: mese di novembre, Musée Condé, Chantilly

Jean Colombe (Bourges, 1430 – Bourges, 1505) è stato un pittore francese, principalmente noto come miniaturista.

## Biografia
È il figlio di Philippe Colombe, scultore, e di Guillemette. È il fratello maggiore di un altro scultore, Michel Colombe.
Sposò una certa Colette e fondò così una dinastia di artisti con suo figlio, Philibert (morto nel 1505) e suo nipote, François Colombe, attivo all'inizio del XVI secolo. La famiglia Colombe è forse originaria di Sens (Yonne), stabilitasi a Bourges nel XII secolo.
Nel 1472 Colombe creò la miniatura Le ore di Laval, ossia il ritratto di Louis de Laval.
Grazie alla protezione di Carlotta di Savoia, consorte di Luigi XI eseguì numerosi lavori per i Savoia. Per Carlotta completò Le livre des douze Périls d'enfer, mentre per suo nipote realizzò intorno al 1480 Très riches heures du Duc du Berry, opera dei Limbourg rimasta incompiuta dal 1416, e venti carte dell'Apocalisse dell'Escorial. Da questo manoscritto gli storici rintracciarono gli archivi relativi a casa Savoia inclusi i pagamenti effettuati durante il Quattrocento.
Dopo il 1490, l'artista si trasferì a Bourges, dove realizzò il Romuleon (ca.1490), e la Storia della distruzione di Troia (ca. 1500), opere miniate commissionate da dignitari francesi.
In queste opere tarde apparve evidente l'influenza di Fouquet, così come l'aiuto apportato dal figlio Philibert.
Colombe, assieme al figlio, riunì numerosi artisti nella sua bottega, che caratterizzarono le loro opere per la presenza di un marchio di fabbrica costituito 
da un versetto dei Salmi.
Dopo una prima fase giovanile basata su un orientamento Gotico, Colombe si ispirò sia alle ricerche coloristiche e prospettiche di Fouquet sia ai modelli ed alle teorie umanistiche e alle architetture rinascimentali, ottenendo alla fine effetti manieristici. Viene ritenuto uno dei precursori della scuola di Fontainebleau.

## Opere principali

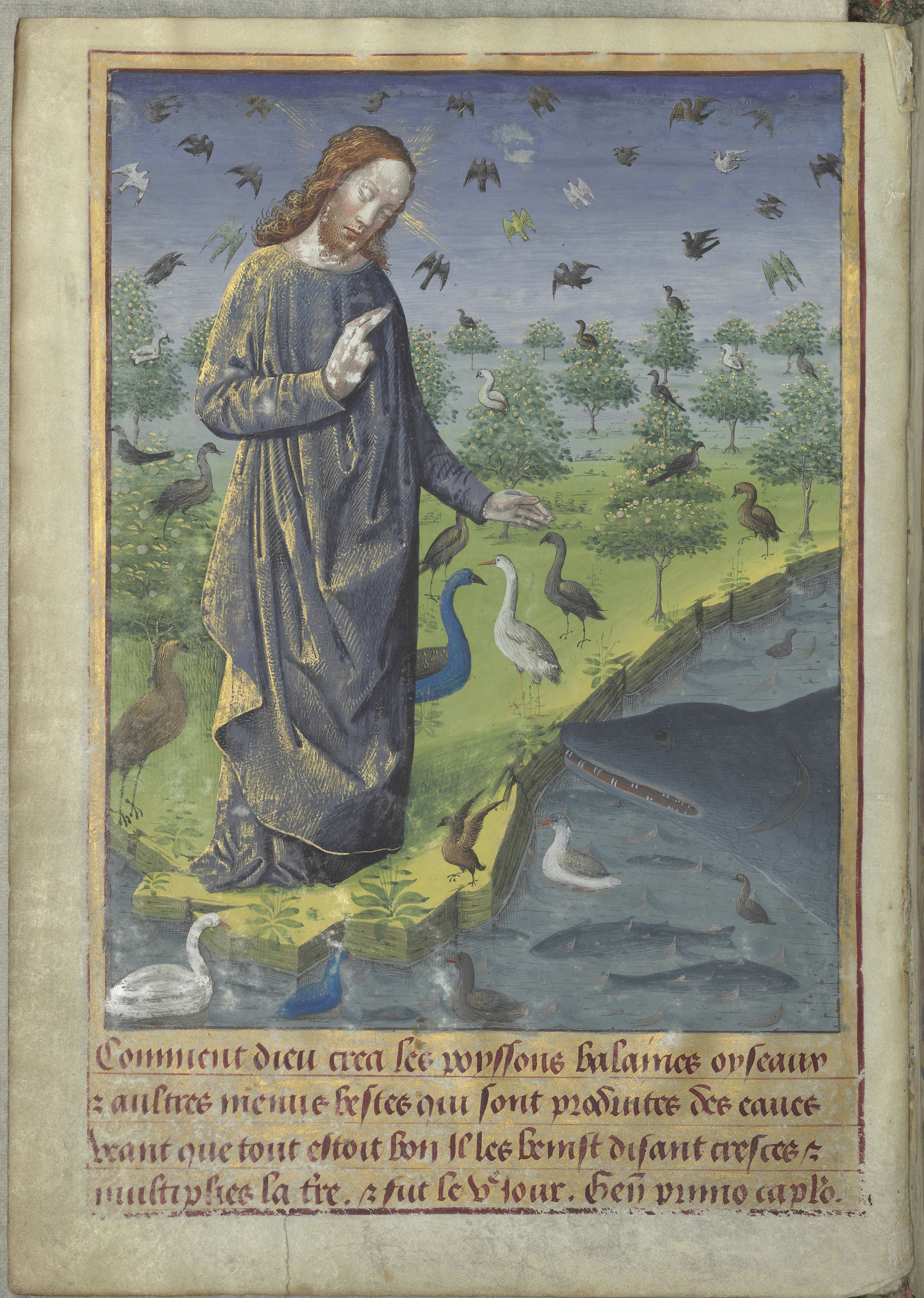
Creazione, Dio Creatore di uccelli e pesci, Biblioteca nazionale di Francia, Parigi
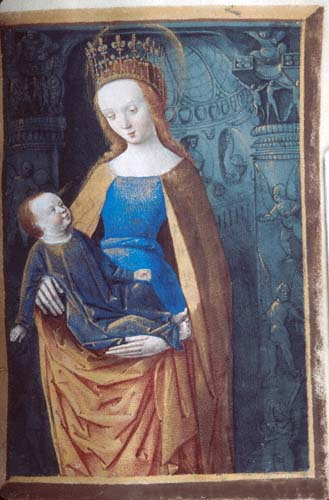
Vergine col Bambino, dal Libro d'Ore di Anna di Francia, 1473, Morgan Library & Museum, New York
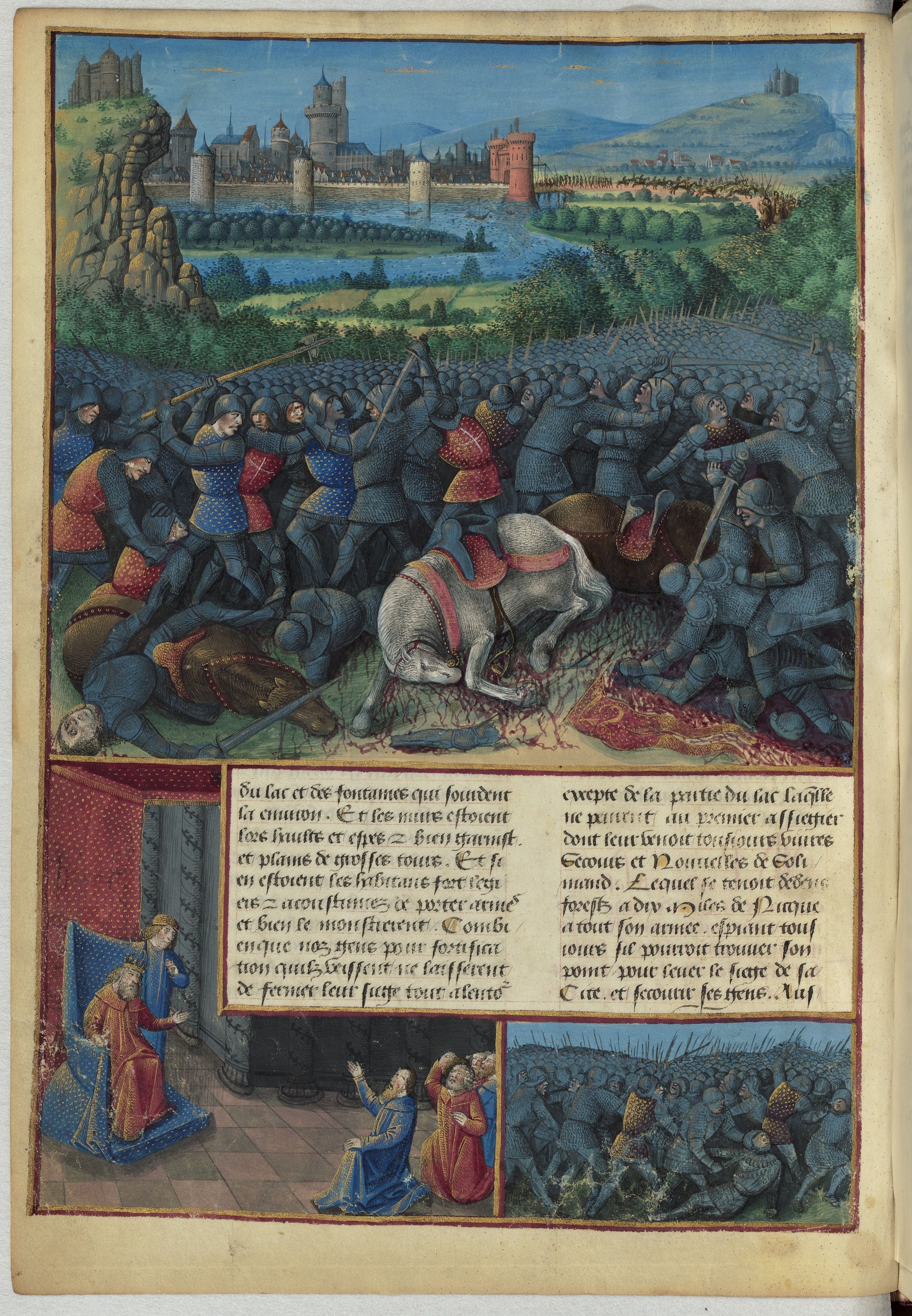
La Battaglia di Dorileo, dal codice miniato Passages d'outremer, 1474 circa, Biblioteca nazionale di Francia, Parigi
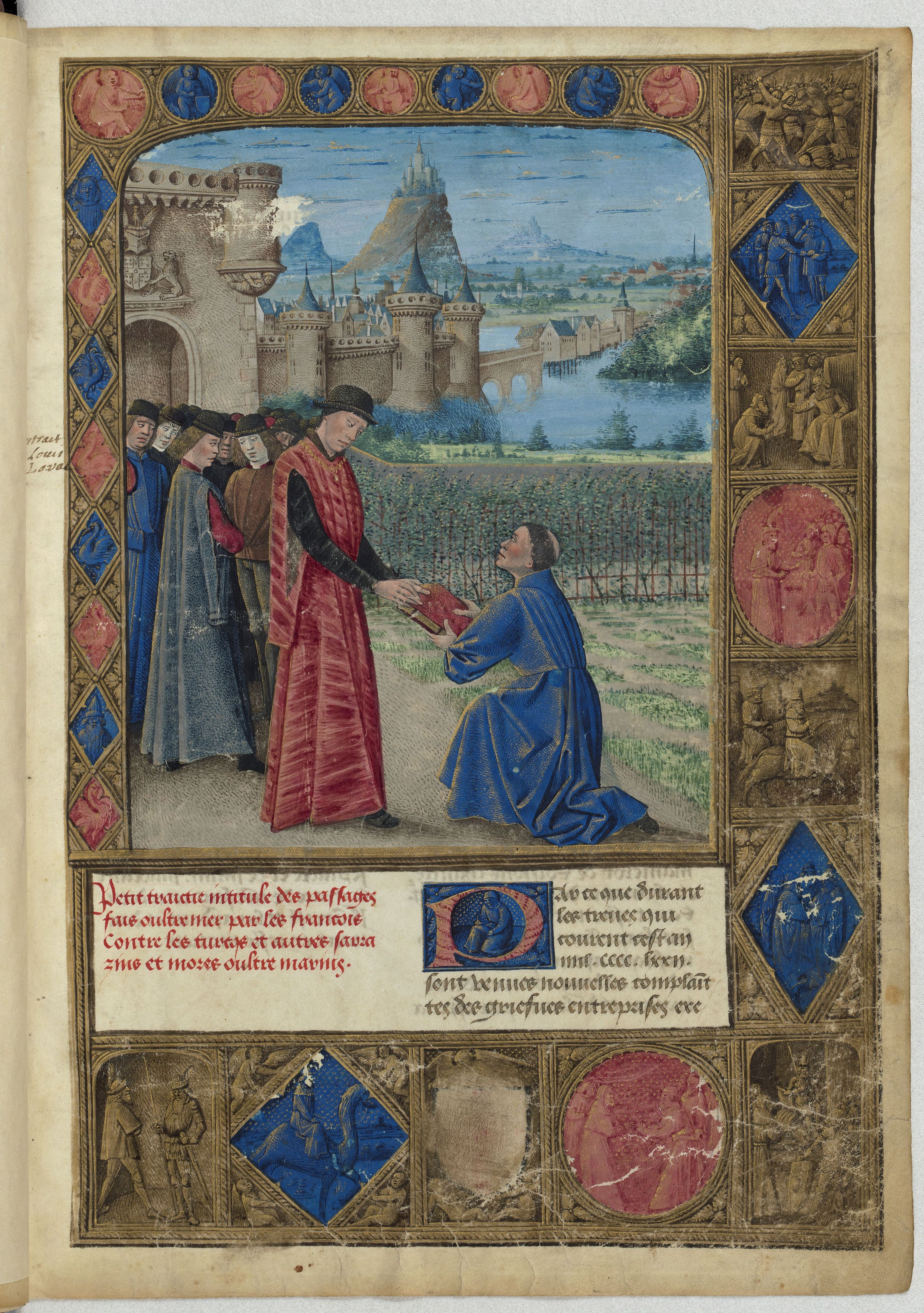
Sébastien Mamerot consegna la sua opera a Louis de Laval, dal codice miniato Passages d'outremer, 1474 circa, Biblioteca nazionale di Francia, Parigi
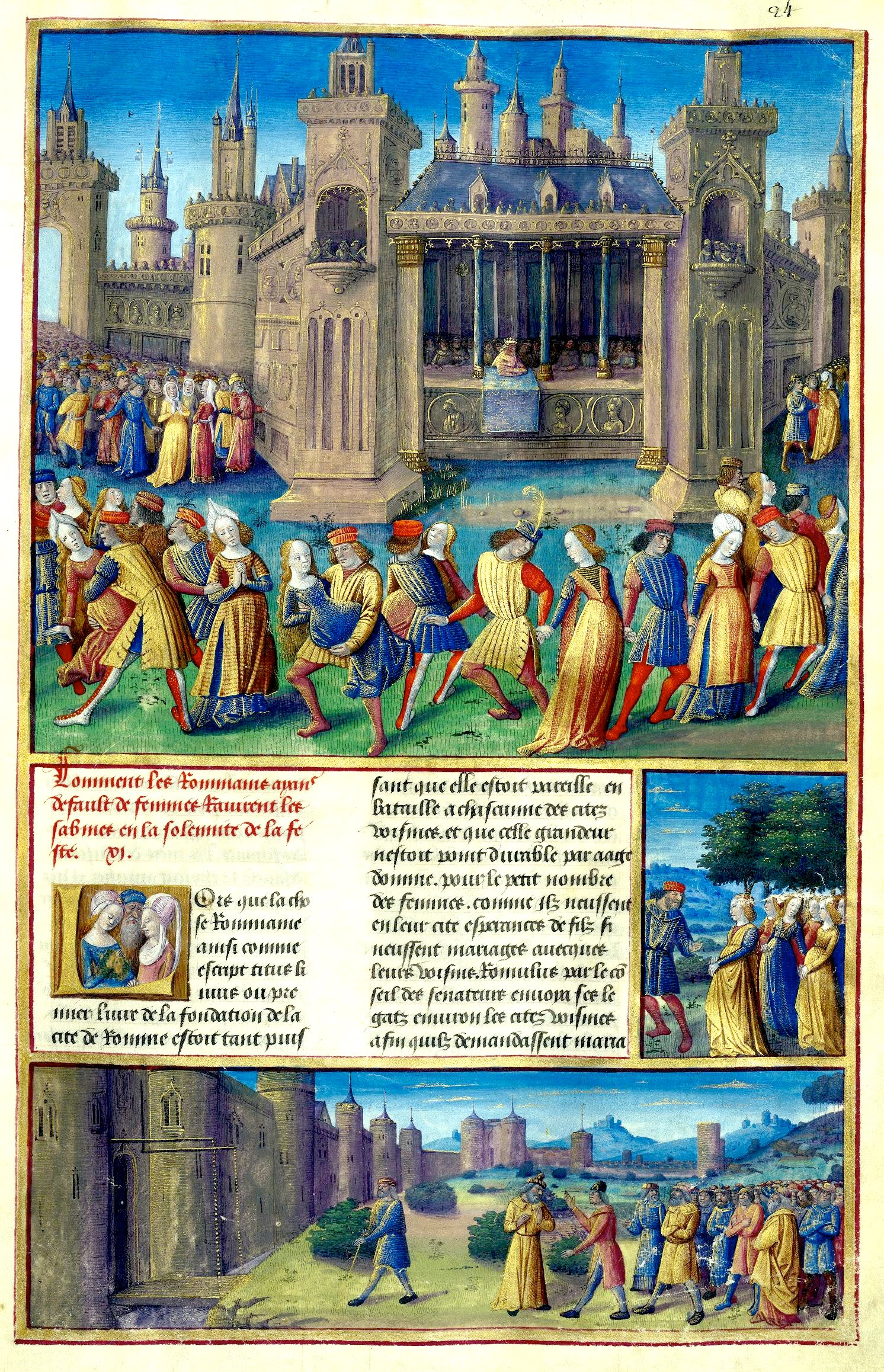
Tavola miniata dal Romuleon, 1464, Biblioteca nazionale di Francia, Parigi

- 1464 : Bréviaire de Pierre Milet, Biblioteca di Stato di Berlino
- verso 1465-1470 : Le Christ devant Pilate, miniatura estratta da un libro d'ore, Museo del Louvre
- verso 1465 o 1470-1485 : Heures de Jean Robertet (completamento del manoscritto Jean Fouquet), New York, Pierpont Morgan Library
- 1470-1475 poi 1480-1485 : Heures de Louis de Laval, in collaborazione con Maître du Missel de Yale
- verso 1470-1475 : Messale in francese, in collaborazione con Maître du Missel de Yale, Biblioteca Beinecke dell'Università Yale
- verso 1472 : Histoire des faits des neufs preux et des neufs preuses di Sébastien Mamerot, in collaborazione con Maître du Missel de Yale, Biblioteca nazionale d'Austria
- 1473-1474 : miniatura de Passages d'outremer di Sébastien Mamerot per Louis de Laval Biblioteca nazionale di Francia
- 1477 : Boethius, Consolation de la philosophie, 185 x 130, British Library
- 1485-1486 : il completamento della Les Très Riches Heures du duc de Berry per il duca Charles I de Savoie, Museo Condé
- 1486-1490 : Apocalypse figurée des ducs de Savoie, completamento del manoscritto di Jean Bapteur per Charles de Savoie, bibliothèque royale de l'Escurial
- 1490 : Illustrazioni per la traduzione da Sébastien Mamerot di Romuleon di Benvenuto da Imola per Louis Malet de Graville
- Saint Jean l'évangéliste, miniatura estratta da un libro d'ore, musée du Louvre, RF29086